# أورفيو رضا
أورفيو رضا (مواليد 9 نوفمبر 1932 في كارولي)  رسام وفنان إيطالي.

## السيرة شخصية
ولد في كارولي عام 1932 ، ويقيم في امانتيا. في سن 16 فاز بالجائزة الأولى في فييرا كامبيوناريا في كوزنسا بمنحة مقدمة من الغرفة التجارية. حقق نضجه في معهد الفنون ودبلومه في الرسم في ليسيو أرتيستيكو ماتيا بريتي (Artistico Mattia Preti) في ريجيو كالابريا بتوجيه من مؤرخ الفن اللامع الأستاذ ألفونسو فرانسيبان.
ثم كرس نفسه لتدريس التخصصات الفنية مثل: الرسم وتاريخ الفن في المدارس المتوسطة العليا والتعليم الفني في المدارس المتوسطة. مارس ونفذ نشاطه كرسام في الاستوديو الخاص به في امانيتا حيث لا يزال يقيم هناك.
تظهر أعماله في مجموعات عامة في جميع أنحاء العالم والعديد من الجوائز  الممنوحة للفنان، مثل: جائزة رياس برونزيس في ريجيو كالابريا ؛ كأس الماجستير في الفن الإيطالي في سالسوماجيوري ؛ جائزة دراش في بالما دي مايوركا ؛ جائزة كولون في هونغ كونغ ؛ معرض آرت تيرينيا الطبعة العشرون (حيث تم تكريم الفنان من قبل رئيس جمهورية مالطا).;

## معارض الرسم
- اكاديميا دي أوروبا، نابولي (1985)
- الجائزة المحلية «إيل جليسين» أمانتيا، نعمة الكرسي الرسولي (1986)
- معرض يور آرت، روما (1989)
- بريميو بالازو ريالي مالطا، فاليتا
- بانثيون دورو - بومبي (1992)
- معرض فلورنسا للطلاء، فلورنسا (1994)
- موسترا أنتولوجيكا - جاليريا أميديو موديلياني، ميلان (1995)
- بينالي فينيس السادس والخمسون، فينيس (2015)

## صالة العرض

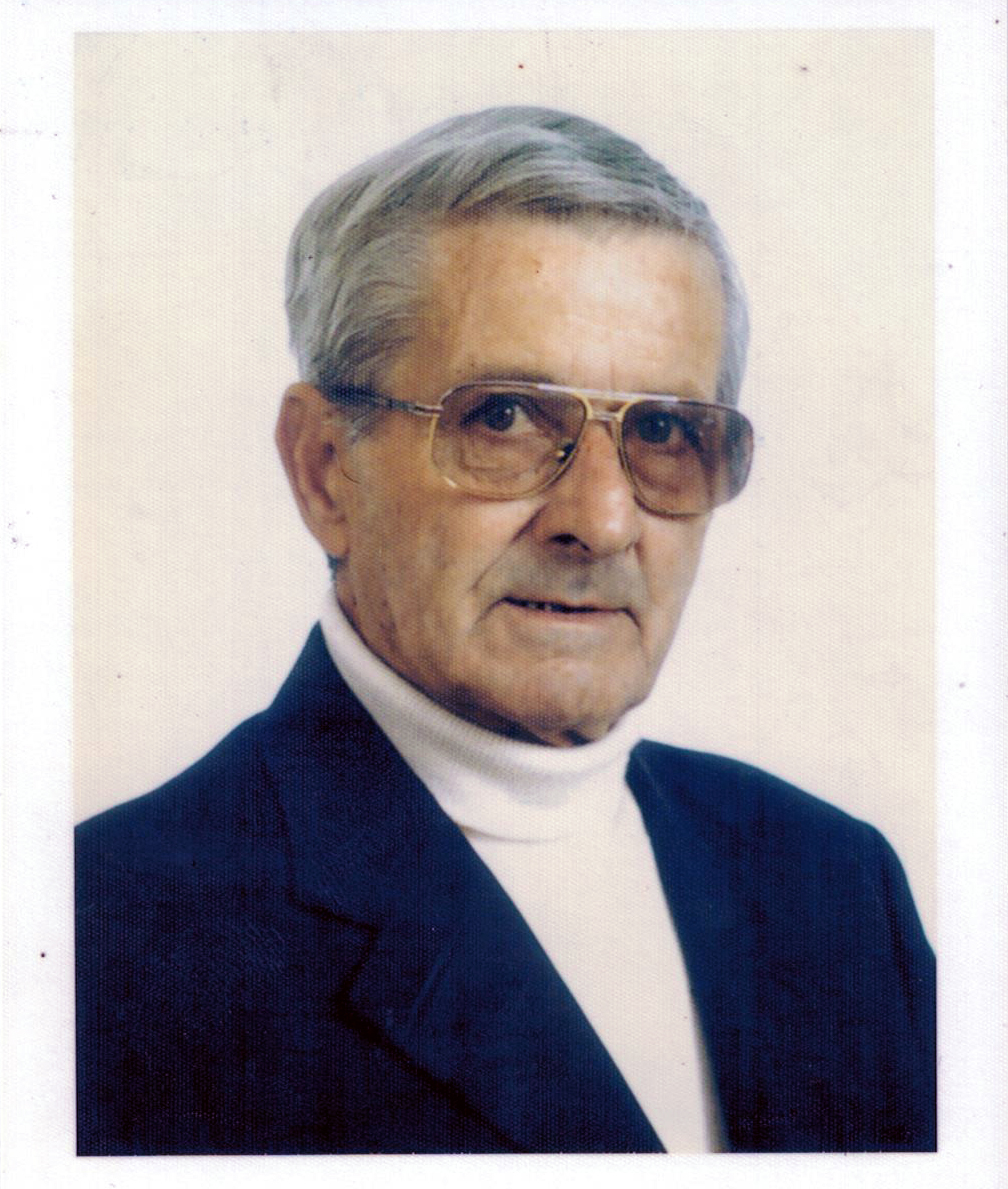
أورفيو رضا في يناير 2020.
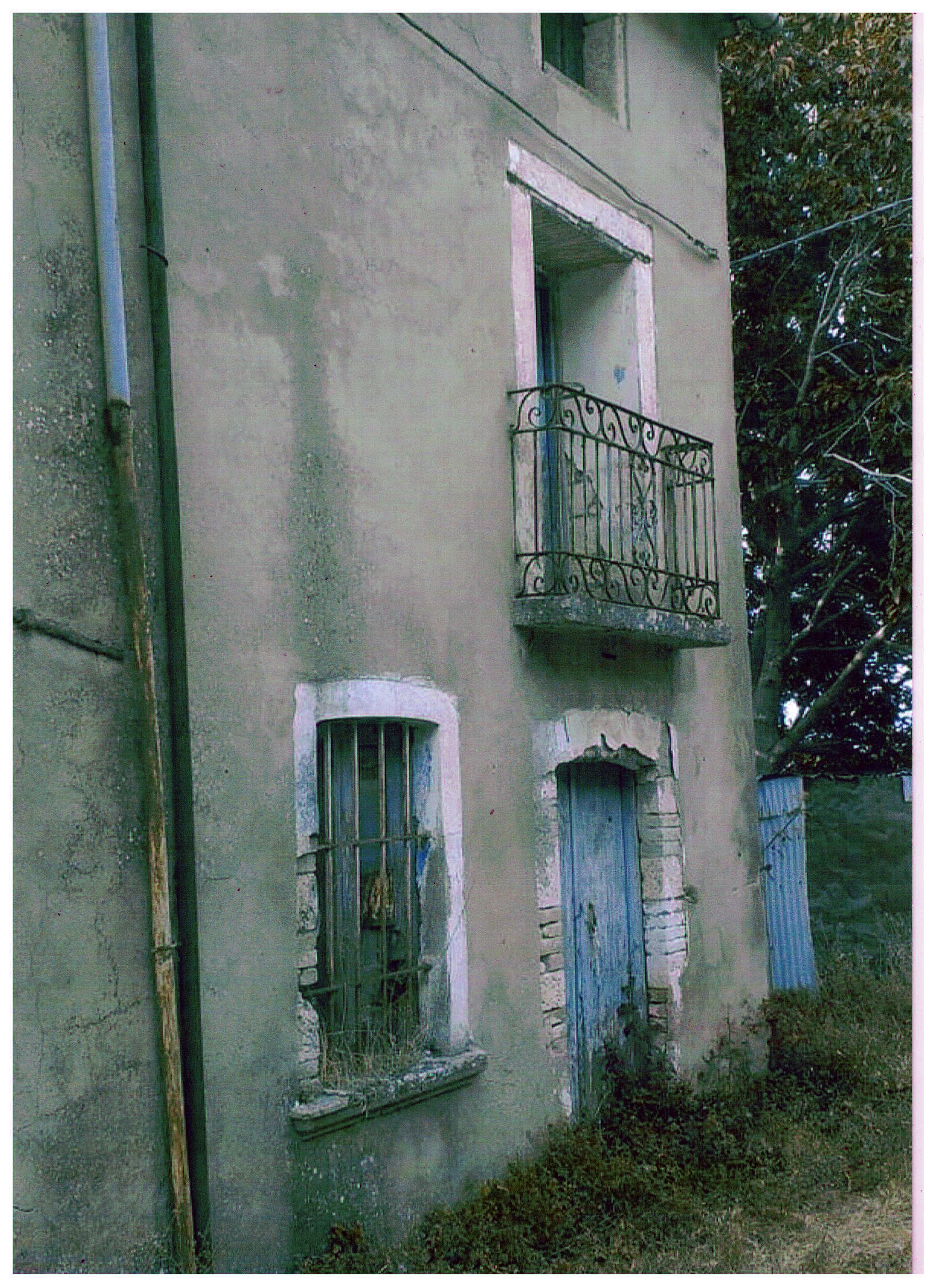
منزل أورفيو رضا الأصلي في كارولي.